# Ronde van Frankrijk 2021/Twaalfde etappe
De twaalfde etappe van de Ronde van Frankrijk 2021 werd verreden op 8 juli met start in Saint-Paul-Trois-Châteaux en finish in Nîmes.

## Verloop
In het begin van de etappe viel het peloton in waaiers uiteen, maar de diverse groepen kwamen uiteindelijk toch weer samen. Er werd een kopgroep van dertien renners gevormd, die een grote voorsprong van meer dan twaalf minuten kreeg. Met nog 45 kilometer te gaan begonnen de ontsnappingspogingen in de kopgroep. Imanol Erviti, Nils Politt, Stefan Küng en Harry Sweeny wisten weg te komen.
In de laatste klim (niet tellend voor het bergklassement) op ongeveer veertien tot tien kilometer voor de finish viel als eerste Sweeny aan, waardoor Küng wegviel. Even later demarreerde Politt; de andere twee konden niet reageren en Politt reed solo naar de overwinning. Op bijna 16 minuten achterstand van Politt won Mark Cavendish de sprint van het peloton.

## Uitslag
| Saint-Paul-Trois-Châteux – Nîmes (159,4 km) |                    |                        |          |
| Plaats                                      | Naam               | Ploeg                  | Tijd     |
| 1                                           | Nils Politt        | BORA-hansgrohe         | 3u22'12" |
| 2                                           | Imanol Erviti      | Movistar Team          | + 21"    |
| 3                                           | Harry Sweeny       | Lotto Soudal           | z.t.     |
| 4                                           | Stefan Küng        | Groupama-FDJ           | + 1'58"  |
| 5                                           | Luka Mezgec        | Team BikeExchange      | + 2'06"  |
| 6                                           | André Greipel      | Israel Start-Up Nation | z.t.     |
| 7                                           | Edward Theuns      | Trek-Segafredo         | z.t.     |
| 8                                           | Brent Van Moer     | Lotto Soudal           | z.t.     |
| 9                                           | Julian Alaphilippe | Deceuninck–Quick-Step  | z.t.     |
| 10                                          | Sergio Henao       | Team Qhubeka NextHash  | z.t.     |
|                                             |                    |                        |          |
| 23                                          | Mike Teunissen     | Team Jumbo-Visma       | + 15'53" |

| Algemeen klassement |                   |                     |           |
| Plaats              | Naam              | Ploeg               | Tijd      |
| Gele trui           | Tadej Pogačar     | UAE Team Emirates   | 47u22'43" |
| 2                   | Rigoberto Urán    | EF Education-Nippo  | + 5'18"   |
| 3                   | Jonas Vingegaard  | Team Jumbo-Visma    | + 5'32"   |
| 4                   | Richard Carapaz   | INEOS Grenadiers    | + 5'33"   |
| 5                   | Ben O'Connor      | AG2R-Citroën        | + 5'58"   |
| 6                   | Wilco Kelderman   | BORA-hansgrohe      | + 6'16"   |
| 7                   | Aleksej Loetsenko | Astana-Premier Tech | + 6'30"   |
| 8                   | Enric Mas         | Movistar Team       | + 7'11"   |
| 9                   | Guillaume Martin  | Cofidis             | + 9'29"   |
| 10                  | Peio Bilbao       | Bahrain-Victorious  | + 10'28"  |
|                     |                   |                     |           |
| 13                  | Wout van Aert     | Team Jumbo-Visma    | + 25'21"  |

## Nevenklassementen
| Puntenklassement |                  |                       |        |
| Plaats           | Naam             | Ploeg                 | Punten |
| Groene trui      | Mark Cavendish   | Deceuninck–Quick-Step | 221    |
| 2                | Michael Matthews | Team BikeExchange     | 162    |
| 3                | Jasper Philipsen | Alpecin-Fenix         | 142    |

| Bergklassement |                |                        |        |
| Plaats         | Naam           | Ploeg                  | Punten |
| Bolletjestrui  | Nairo Quintana | Arkéa-Samsic           | 50     |
| 2              | Wout van Aert  | Team Jumbo-Visma       | 44     |
| 3              | Michael Woods  | Israel Start-Up Nation | 42     |

| Jongerenklassement |                        |                   |           |
| Plaats             | Naam                   | Ploeg             | Tijd      |
| Witte trui         | Tadej Pogačar          | UAE Team Emirates | 47u22'43" |
| 2                  | Jonas Vingegaard       | Team Jumbo-Visma  | + 5'32"   |
| 3                  | Aurélien Paret-Peintre | AG2R-Citroën      | + 24'44"  |

| Ploegenklassement |                    |            |
| Plaats            | Ploeg              | Tijd       |
|                   | Bahrain-Victorious | 143u03'26" |
| 2                 | AG2R-Citroën       | + 10'01"   |
| 3                 | INEOS Grenadiers   | + 12'47"   |
| 4                 | EF Education-Nippo | + 26'18"   |
| 5                 | BORA-hansgrohe     | + 29'31"   |

## Opgaves
- Peter Sagan (BORA-hansgrohe): Niet gestart vanwege knieklachten

1e etappe ·
2e etappe ·
3e etappe ·
4e etappe ·
5e etappe ·
6e etappe ·
7e etappe ·
8e etappe ·
9e etappe ·
10e etappe ·
11e etappe ·
12e etappe ·
13e etappe ·
14e etappe ·
15e etappe ·
16e etappe ·
17e etappe ·
18e etappe ·
19e etappe ·
20e etappe ·
21e etappe
Startlijst · Eindstanden · Afbeeldingen